# آرانوکا
آرانوکا (به لاتین: Aranuka) یک جزیره در کیریباتی است که در اقیانوس آرام واقع شده‌است.

## خصوصیات
آرانوکا  ۱٬۰۵۷ نفر جمعیت دارد و ۳ متر بالاتر از سطح دریا واقع شده‌است.